# Fabrizio Degli Afflitti
Fabrizio Degli Afflitti (1572–1613) foi um prelado católico que serviu como bispo de Boiano (1608–1613).

## Biografia
Fabrizio Degli Afflitti nasceu em Nápoles, na Itália. No dia 10 de novembro de 1608, foi nomeado pelo Papa Paulo V Bispo de Boiano. A 23 de novembro de 1608, foi consagrado bispo por Marcello Lante della Rovere, bispo de Todi, com Giovanni Battista del Tufo, bispo de Acerra, e Paolo De Curtis, bispo de Isernia, servindo como co-consagradores principais. Serviu como Bispo de Boiano até à sua morte em 1613.